# Saint-Germain-Laval (Loira)
Saint-Germain-Laval és un municipi francès situat al departament del Loira i a la regió d'Alvèrnia-Roine-Alps. L'any 2007 tenia 1.599 habitants.

## Demografia

### Població
El 2007 la població de fet de Saint-Germain-Laval era de 1.599 persones. Hi havia 679 famílies de les quals 255 eren unipersonals (116 homes vivint sols i 139 dones vivint soles), 189 parelles sense fills, 189 parelles amb fills i 46 famílies monoparentals amb fills.
La població ha evolucionat segons el següent gràfic:
Habitants censats

### Habitatges
El 2007 hi havia 935 habitatges, 707 eren l'habitatge principal de la família, 90 eren segones residències i 138 estaven desocupats. 725 eren cases i 208 eren apartaments. Dels 707 habitatges principals, 458 estaven ocupats pels seus propietaris, 227 estaven llogats i ocupats pels llogaters i 21 estaven cedits a títol gratuït; 12 tenien una cambra, 58 en tenien dues, 145 en tenien tres, 187 en tenien quatre i 306 en tenien cinc o més. 418 habitatges disposaven pel capbaix d'una plaça de pàrquing. A 316 habitatges hi havia un automòbil i a 259 n'hi havia dos o més.

### Piràmide de població
La piràmide de població per edats i sexe el 2009 era:
| Homes | Edats   | Dones |
| ----- | ------- | ----- |
| 0     | 95 o +  | 4     |
| 12    | 90 a 94 | 12    |
| 12    | 85 a 89 | 32    |
| 8     | 80 a 84 | 28    |
| 44    | 75 a 79 | 76    |
| 28    | 70 a 74 | 28    |
| 44    | 65 a 69 | 44    |
| 64    | 60 a 64 | 56    |
| 24    | 55 a 59 | 36    |
| 36    | 50 a 54 | 52    |
| 56    | 45 a 49 | 40    |
| 44    | 40 a 44 | 56    |
| 36    | 35 a 39 | 20    |
| 32    | 30 a 34 | 32    |
| 64    | 25 a 29 | 56    |
| 32    | 20 a 24 | 52    |
| 44    | 15 a 19 | 48    |
| 36    | 10 a 14 | 40    |
| 32    | 5 a 9   | 32    |
| 44    | 0 a 4   | 32    |

## Economia
El 2007 la població en edat de treballar era de 932 persones, 672 eren actives i 260 eren inactives. De les 672 persones actives 620 estaven ocupades (339 homes i 281 dones) i 51 estaven aturades (22 homes i 29 dones). De les 260 persones inactives 105 estaven jubilades, 78 estaven estudiant i 77 estaven classificades com a «altres inactius».

### Ingressos
El 2009 a Saint-Germain-Laval hi havia 717 unitats fiscals que integraven 1.574,5 persones, la mediana anual d'ingressos fiscals per persona era de 15.267 €.

### Activitats econòmiques
Dels 128 establiments que hi havia el 2007, 4 eren d'empreses extractives, 5 d'empreses alimentàries, 2 d'empreses de fabricació d'elements pel transport, 10 d'empreses de fabricació d'altres productes industrials, 13 d'empreses de construcció, 27 d'empreses de comerç i reparació d'automòbils, 6 d'empreses de transport, 7 d'empreses d'hostatgeria i restauració, 7 d'empreses financeres, 5 d'empreses immobiliàries, 15 d'empreses de serveis, 16 d'entitats de l'administració pública i 11 d'empreses classificades com a «altres activitats de serveis».
Dels 36 establiments de servei als particulars que hi havia el 2009, 1 era una oficina d'administració d'Hisenda pública, 1 gendarmeria, 1 oficina de correu, 2 oficines bancàries, 2 funeràries, 4 tallers de reparació d'automòbils i de material agrícola, 1 autoescola, 1 paleta, 2 guixaires pintors, 1 fusteria, 3 lampisteries, 3 electricistes, 1 empresa de construcció, 5 perruqueries, 2 veterinaris, 4 restaurants, 1 agència immobiliària i 1 saló de bellesa.
Dels 17 establiments comercials que hi havia el 2009, 1 era un supermercat, 3 botiges de menys de 120 m², 3 fleques, 2 carnisseries, 1 una llibreria, 1 una botiga de roba, 1 una botiga d'electrodomèstics, 1 un drogueria, 1 una perfumeria, 1 una joieria i 2 floristeries.
L'any 2000 a Saint-Germain-Laval hi havia 38 explotacions agrícoles que ocupaven un total de 1.323 hectàrees.

## Equipaments sanitaris i escolars
El 2009 hi havia 1 farmàcia i 1 ambulància.
El 2009 hi havia 2 escoles elementals. Saint-Germain-Laval disposava d'un col·legi d'educació secundària amb 206 alumnes.

## Poblacions més properes
El següent diagrama mostra les poblacions més properes.